# Wendtska huset

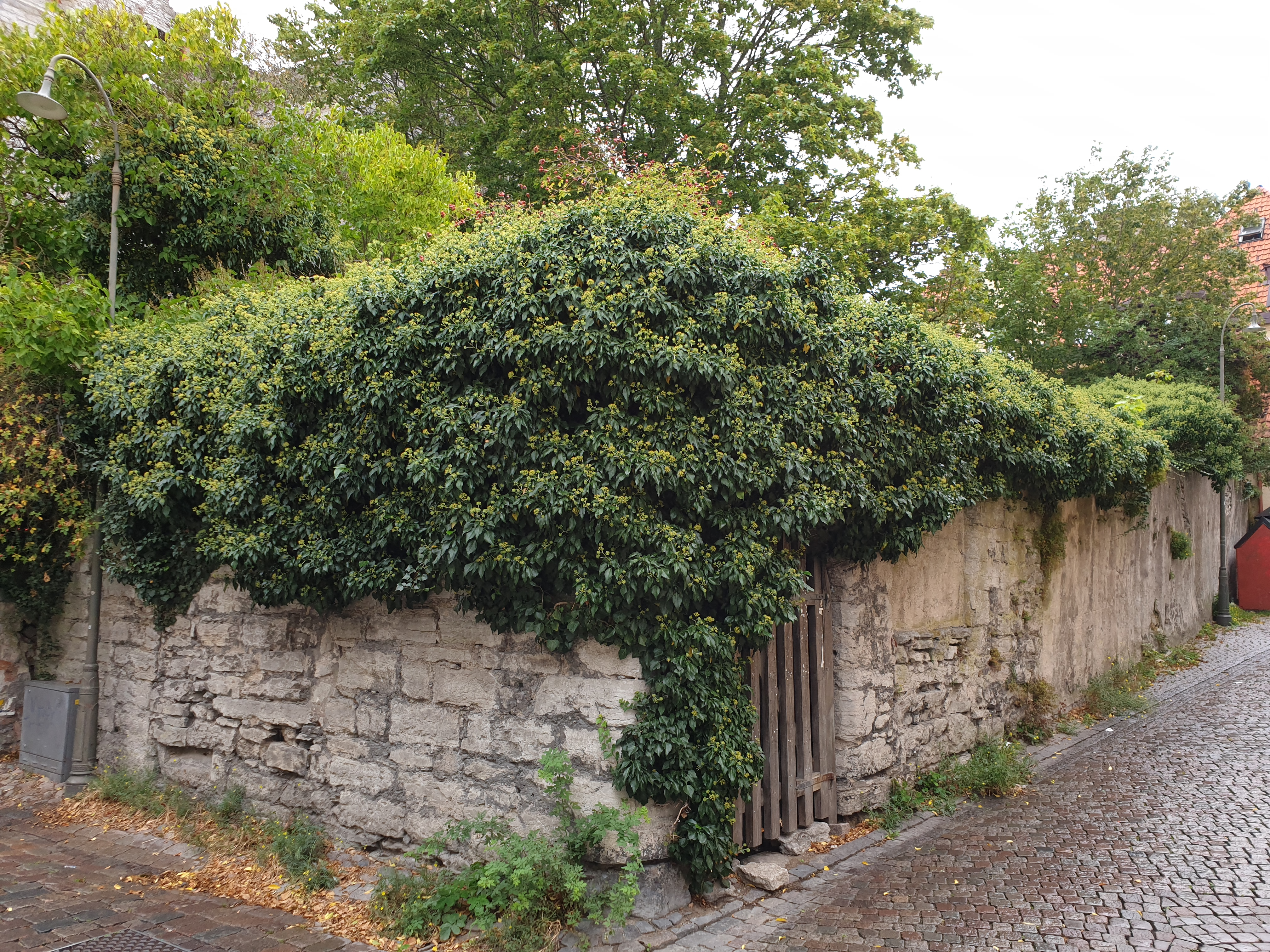
Ruinen av Wendtska huset

Wendtska huset (Sankt Hansgatan 44) är ruinen av ett mindre medeltida packhus i Visby.
Byggnaden förstördes i samband med en våldsam brand 1875 och blev därefter aldrig uppbyggt. Ruinen består i sina nedre delar av en ursprungligen välvd högkällare i två plan. Äldre avbildningar visar att huset före branden hade ett tämligen orört medeltida utseende med ursprunglig trappgavel mot gatan. Över källaren fanns tre magasinsvåningar med en lastport i översta planet.